# ترله
ترله (به ایتالیایی: Terelle) یک کومونه در ایتالیا است که در استان فروزینونه واقع شده‌است. ترله ۳۱٫۷ کیلومتر مربع مساحت و ۵۷۰ نفر جمعیت دارد و ۹۰۵ متر بالاتر از سطح دریا واقع شده‌است.